# 沈尹戌
姓：羋（べつ）
氏：沈尹（しんいん）
名：戌（じゅつ）
国籍：楚国
活動時期：春秋時代
知られている役職：左司馬
子女：沈諸梁（しん しょりょう）
沈 尹戌（しん いんじゅつ、？—紀元前506年）は春秋時代の楚国の大夫であり、楚平王の晩年から楚昭王の初期にかけて、国内の政治と外交に対して批判的な姿勢を示していた。
彼は楚の内政が混乱し、呉との戦争に連戦連敗していることから、いずれ楚は滅亡の災いに見舞われると考えていた。
紀元前515年、楚の令尹（首相）である囊瓦（子常）が郤宛（げきえん）を殺害した。楚の国民はこぞって郤宛のために哀悼の意を示した。沈尹戌は費無忌（ひぶき）と鄢将師（えんしょうし）が忠臣を陥れたと非難し、それを受けて囊瓦は後悔し、費無忌と鄢将師を処刑した。
紀元前512年、呉の公子である掩余（えんよ）と烛庸（しょくよう）が徐国から楚国に逃れてきた。楚昭王は沈尹戌に彼らを受け入れるよう命じ、呉と楚の国境に城を築いた。後に呉王・闔閭（こうりょ）が徐国を滅ぼしたが、沈尹戌は救援に間に合わず、徐の君主である章禹（しょうう）は楚に亡命した。
紀元前506年、呉楚の柏挙の戦いの後、沈尹戌は戦況を知り、息県から急行軍で呉軍を迎撃した。彼は夫概（ふがい）軍を破ったものの、呉軍に包囲され、重傷を負って脱出が不可能となった。そこで彼は部下の呉句卑（ごくひ）に命じて自分の首を斬らせ、遺体は埋葬し、首は布に包んで楚王のもとへ届けさせた。その後まもなく、楚の都・郢（えい）は陥落した。
葉公・沈諸梁および沈后臧は彼の子である。